# 中路道
中路道，中华民国初期行政区划名。
- 奉天省中路道，民国二年（1913年）1月，北京政府公布三个《划一令》。次月，裁兴凤道，划全省为中路道、东路道、西路道、南路道、北路道5道。民国二年（1913年）9月裁撤中路道。
- 山西省中路道，民国二年（1913年）3月置中路道。驻阳曲县（今太原市城区）。辖阳曲、太原、榆次、太谷、祁县、交城、文水、岚县、兴县、徐沟、清源、岢岚、汾阳、孝义、平遥、介休、石楼、临县、中阳、离石、长治、长子、屯留、襄垣、潞城、平顺、壶关、黎城、晋城、高平、阳城、陵川、沁水、辽县、和顺、榆社、沁县、沁源、武乡、平定、昔阳、盂县、寿阳等34县。民国三年（1914年）5月改名冀寧道。